# Lewis Shiner
Pour les articles homonymes, voir Shiner.
Lewis Shiner, né le 30 décembre 1950 à Eugene dans l'Oregon, est un écrivain américain de science-fiction, de fantasy et de thriller ainsi qu'un éditeur. Il vit  à Durham en Caroline du Nord. 

## Œuvres

### SérieWild Cards
1. Wild Cards, J'ai lu, coll. Nouveaux Millénaires, 2014 ((en) Wild Cards, 1987)Anthologie de nouvelles écrites avec Edward Bryant, Michael Cassutt, Leanne C. Harper, Stephen Leigh, David D. Levine, George R. R. Martin, Victor Milán, John J. Miller, Melinda Snodgrass, Carrie Vaughn, Howard Waldrop, Walter Jon Williams et Roger Zelazny
2. Aces High, J'ai lu, coll. Nouveaux Millénaires, 2015 ((en) Aces High, 1987)Anthologie de nouvelles écrites avec Pat Cadigan, George R. R. Martin, Victor Milán, John J. Miller, Walton Simons (en), Melinda Snodgrass, Walter Jon Williams et Roger Zelazny
3. Jokers Wild, J'ai lu, coll. « Nouveaux Millénaires », 2015 ((en) Jokers Wild, 1987)Roman coécrit avec Edward Bryant, Leanne C. Harper (d), George R. R. Martin, John J. Miller,  Walton Simons (en) et Melinda Snodgrass
4. Aces Abroad, J'ai lu, coll. Nouveaux Millénaires, 2015 ((en) Aces Abroad, 1988)Anthologie de nouvelles écrites avec Edward Bryant, Michael Cassutt, Gail Gerstner-Miller, Leanne C. Harper, Stephen Leigh, George R. R. Martin, Victor Milán, John J. Miller, Kevin Andrew Murphy (en), Walton Simons (en), Melinda Snodgrass et Carrie Vaughn
5. One-Eyed Jacks, J'ai lu, coll. « Nouveaux Millénaires », 2019 ((en) One-Eyed Jacks, 1991)Anthologie de nouvelles écrites avec Chris Claremont, Stephen Leigh, Victor Milán, John J. Miller, Kevin Andrew Murphy (en), Walton Simons (en), Melinda Snodgrass, Carrie Vaughn et William F. Wu
6. Jokertown Shuffle, J'ai lu, coll. « Nouveaux Millénaires », 2020 ((en) Jokertown Shuffle, 1991)Anthologie de nouvelles écrites avec Stephen Leigh, Victor Milán, John J. Miller, Walton Simons (en), Melinda Snodgrass et Walter Jon Williams

### Romans indépendants
- (en) Frontera, 1984
- En des cités désertes, Denoël, coll. Lunes d'Encre, no 23, 2001 ((en) Deserted Cities of the Heart, Doubleday Foundation, 1988), trad. Jean-Pierre Pugi  (ISBN 2-207-25011-3)
- (en) Slam, 1990
- Fugues, Denoël, coll. Lunes d'Encre, no 13, 2000 ((en) Glimpses, William Morrow & Co, 1993), trad. Jean-Pierre Pugi  (ISBN 2-207-25012-1)
- (en) Say Goodbye, 1999
- Les Péchés de nos pères, Sonatine, 2011 ((en) Black & White, Subterranean Press, 2008), trad. Fabrice Pointeau  (ISBN 2-266-22242-2)
- (en) Dark Tangos, 2011

### Recueils de nouvelles
- (en) Private Eye Action As You Like It, 1998Écrit avec Joe R. Lansdale.
- (en) Nine Hard Questions About the Nature of the Universe, 1990
- (en) The Edges of Things, 1991
- (en) Love in Vain, 2001
- (en) Collected Stories, 2010
- (en) Heroes and Villains, 2017

### Nouvelles traduites en français
- Le Jour où des voix humaines nous éveilleront, 1987 ((en) Till Human voices wake us, 1984), trad. Michèle AlbaretPubliée dans l'anthologie Mozart en verres miroirs, Denoël, coll. « Présence du futur », no 451 (anthologie considérée comme le manifeste du mouvement cyberpunk)
- Mozart en verres miroirs, 1987 ((en) Mozart in Mirrorshades, 1985), trad. Michèle AlbaretÉcrit avec Bruce Sterling. Publiée dans l'anthologie Mozart en verres miroirs, Denoël, coll. « Présence du futur », no 451
- La Sombre Nuit de Fortunato, 2014 ((en) The Long, Dark Night of Fortunato, 1987)Publiée dans l'anthologie Wild Cards, J'ai lu, coll. « Nouveaux Millénaires »
- Épilogue : troisième génération, 2014 ((en) Epilogue: Third Generation, 1987)Publiée dans l'anthologie Wild Cards, J'ai lu, coll. « Nouveaux Millénaires »
- Pièces de sang, 2015 ((en) Pennies from Hell, 1987)Publiée dans l'anthologie Aces High, J'ai lu, coll. « Nouveaux Millénaires »
- Heure zéro, 2015 ((en) Zero Hour, 1988)Publiée dans l'anthologie Aces Abroad, J'ai lu, coll. « Nouveaux Millénaires »
- La Cité blanche, 1993 ((en) White city, 1990), trad. Claire MichelPubliée dans l'anthologie Isaac Asimov présente: Futurs sens dessus dessous, Pocket, coll. « Science-fiction / Fantasy », no 5376
- Les Chevaux, 2019 ((en) Horses, 1991)Publiée dans l'anthologie One-Eyed Jacks, J'ai lu, coll. « Nouveaux Millénaires »
- Cavaliers, 2020 ((en) Riders, 1991)Publiée dans l'anthologie Jokertown Shuffle, J'ai lu, coll. « Nouveaux Millénaires »
- Les Hommes-lézards de Los Angeles, 2005 ((en) Lizard-Men of Los Angeles, 1999), trad. Gabrielle ComhairePubliée initialement dans The Magazine of Fantasy & Science Fiction vol. 97, no 1 ; publiée dans Fiction no 2, Les Moutons électriques
- Canto MCML, 2013 ((en) Canto MCML, 2012), trad. Amanda PrattPubliée initialement dans The Magazine of Fantasy & Science Fiction vol. 122, no 1 & 2 ; publiée dans Fiction no 16, Les Moutons électriques

## Récompense
- En 1994, il obtient le prix World Fantasy du meilleur roman pour Fugues[1].